# Балківська вулиця (Одеса)
Балківська вулиця — вулиця в місті Одеса, місцевість Пересип та Слобідка. Пролягає від вулиці Приморської до Горбатого мосту (Ближні Млини).
Прилучаються вулиці Кошелевська та Праведників Світу, Ольгіївський узвіз, 2-й Західний провулок, Матроський узвіз, провулки Матроська Слобідка, Данила Крижанівського, Аполона Скальковського, вулиця Маловського, узвіз Степана Олійника, вулиці Тараса Кузьміна, Розкидайлівська, Олександра Кутазакія, Розумовська, Колонтаївська, Бугаївська, Середня, Дмитра Іванова, Дальницька та Заньковецької.

## Історія
Назва вулиці пов'язана із самою місцевістю — тут протікала одна із численних малих Одеських річок. Балка, якою вона протікала носила назву Водяна балка, відповідно свою назву річка дістала від цієї балки. Назва річки Водяна балка ще донедавна зберігалось на дорожніх знаках при переїзді через міст в районі вулиці Бабеля. На даний момент річка затиснута до підземного колектору і її можна частково спостерігати тільки на окремих її ділянках. Натомість, до організації водопостачання з Дністра, саме ця річка мала важливе значення для міста — у 1797 тут було більше 20 криниць. При розбудові Дюківського парку на притоках річки були створені штучні ставки, що існують і до тепер.

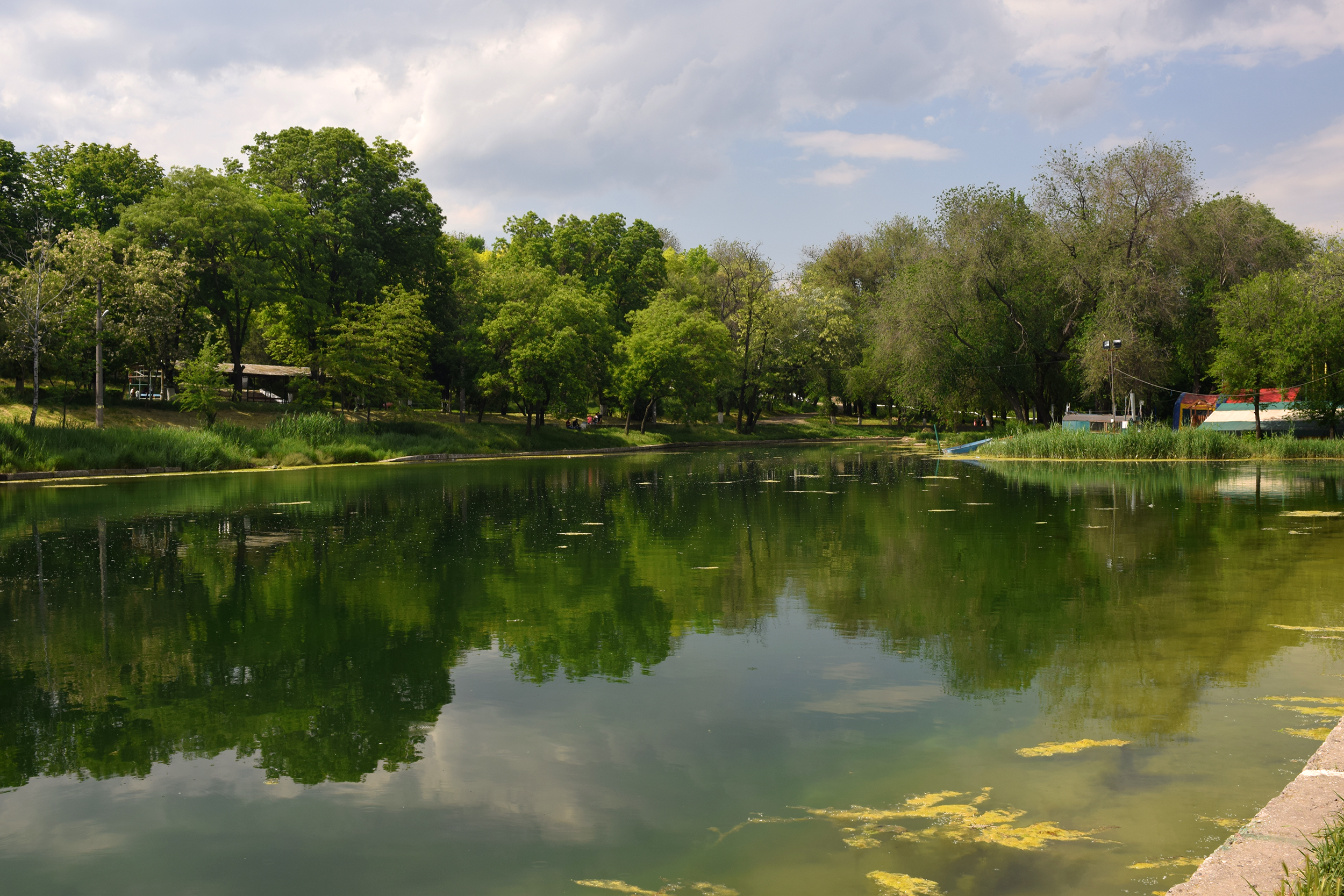
Ставок у Дюківському парку, зведений на річці Травневій, притоці Водяної балки

Сама балка є одним із найбільших в Одесі ярів. Ще до розбудови сучасної Одеси тут селилися козаки, євреї та бігля селяни. У 1792 році тут було відкрито першу синагогу. Сама вулиця розділяє два великі райони міста Молдаванку та Слобідку. До 1936 року на кінці вулиці існував величник Собор святого Климента, а весь квартал навпроти костелу найменувався Дачею Дашкевича, або просто Польським кварталом.
За радянських часів вулиця не уникнула перейменування — ще до 1960х років її перейменували в вулицю Фрунзе, на честь радянського військовика, Михайла Фрунзе. 2 червня 1995 р. вулиці було повернуто історичну назву.